# Eparchia Gorakhpur
Eparchia Gorakhpur – eparchia Kościoła katolickiego obrządku syromalabarskiego w Indiach. Została utworzona w 1984 z terenu diecezji Varanasi.

## Ordynariusze
- Dominic Kokkat, (1984–2006)
- Thomas Thuruthimattam, C.S.T., (2006–2023)
- Mathew Nellikunnel (od 2023)